# 莫氏樹蛙
是臺灣特有的樹蛙科張樹蛙屬物種，也是臺灣分布最廣、淺山地區最常見的樹蛙。模式標本由拉脫維亞動物學家莫德雷特於日月潭採集，種小名故而以其為名。

## 描述
莫氏樹蛙是一種中型的樹蛙，雌蛙體長5至6公分；雄蛙略小，約3.6至4.2公分。趾尖有發展完善的盤狀物。皮膚光滑，整體外觀為綠色；少數個體有些許白點。腹部為黃白色。後腿隱藏面的皮膚為紅色或橙色，帶有黑色斑點。虹膜是橙紅色。

## 棲地
莫氏樹蛙棲息於海拔3000公尺以下的森林，果園和茶園。繁殖於水溝，如池塘，水池，蓄水池和封閉的路邊溝渠中。它也可能在間歇性溪流，坑洼和溪流池中繁殖。高海拔（約2000公尺）族群繁殖於春季和夏季（4月至9月），而低海拔（500公尺以下）族群為深秋到早春（10月至3月）；中等海拔族群則全年繁殖，春季為高峰期。卵產於水面上的泡沫巢中，附著在樹枝、灌木叢或牆壁上。
歸納文獻上的記載，大致上來說，臺灣中央山脈西部（臺灣中北部）的莫氏樹蛙是春夏兩季，而中央山脈東部的繁殖季則在秋冬兩季，似乎與季風帶來的雨水有相關聯，而屏東泰武的紀錄則是秋冬，又不太符合上述的歸納。（屏東泰武鄉在中央山脈以西）。

## 保育
莫氏樹蛙是一種常見且適應性強的物種，未面臨重大威脅，因而被國際自然保護聯盟列為无危物种，在臺灣亦未被列為保育類動物，幾個保護區皆有發現其蹤跡。
本种于2023年被收录入《有重要生态、科学、社会价值的陆生野生动物名录》。